# José María Revuelta Prieto
José María Revuelta Prieto (Zamora, 19 de octubre de 1916-Madrid, 15 de octubre de 2006) fue un político y funcionario español. Durante la régimen franquista desempeñó diversos cargos.

## Biografía
Nació en Zamora en 1916. Licenciado en Derecho, ingresó por oposición en el Cuerpo de Abogados del Estado en 1945. Ejerció como tal sucesivamente en Salamanca y Alicante. Su carrera política le llevó a ocupar en 1949 el cargo de gobernador civil —y jefe provincial del «Movimiento»— de Córdoba, puesto que mantuvo hasta 1955. En 1949, como jefe provincial de FET y de las JONS, solicitó la creación en Córdoba de una delegación provincial de Información e Investigación.
Con posterioridad ocuparía los cargos de director general de Trabajo (1955-1957) y director general de Radiotelevisión española (1957-1962). Este último cargo coincidió en el tiempo con los primeros años de emisión de Televisión española y su transformación de un lujo residual a fenómeno sociológico en el país. 
En 1966 entró a formar parte del Consejo de Estado. Además fue procurador en las Cortes franquistas entre 1958 y 1967.
Fue presidente de la Real Federación Española de Atletismo entre el 14 de enero y el 26 de julio de 1957.

## Distinciones
- Gran Cruz de la Orden de Cisneros  (1959)[7]